# Ämten (Toarps socken, Västergötland)
Ämten är en sjö i Borås kommun i Västergötland och ingår i Ätrans huvudavrinningsområde.